# La Pittoresque Histoire de Pitt Ocha
Albums de Les Ogres de Barback
Un air, deux familles
(2002) Terrain vague
(2004)
La Pittoresque Histoire de Pitt Ocha est le sixième album des Ogres de Barback, sorti en 2003.

## Présentation
Après que plusieurs maisons de disque ont refusé leur proposition d'un album pour enfants, les Ogres de Barback lancent le projet sur leur label Irfan. Pour réaliser le disque, le groupe s'appuie sur de nombreux artistes, parmi lesquels Pierre Perret, La Tordue, Tryo, La Rue Ketanou, K2R Riddim ...
L'album est illustré par Aurélia Grandin (couverture et livret) et Éric Fleury (cartes postales et livret). Il est complété par un jeu pour PC.
L'album se vend à 140 000 exemplaires, les trois albums de la série totalisant 350 000 ventes.
En 2009, le personnage revient sur un second album : Pitt Ocha au Pays des Mille Collines.

## Titres
| No  | Titre                           | Avec                                       | Durée |
| --- | ------------------------------- | ------------------------------------------ | ----- |
| 1.  | P'tit chat                      |                                            |       |
| 2.  | Le Faire-part des bébés animaux | Polo                                       |       |
| 3.  | Delo                            | La Tordue et les p'tits ogres Léo et Jules |       |
| 4.  | Monde de son                    | K2R Riddim                                 |       |
| 5.  | Pitt Ocha                       | Pierre Perret                              |       |
| 6.  | Poil aux yeux                   | Debout sur le zinc                         |       |
| 7.  | Flip, Flap, Flop                | Léo                                        |       |
| 8.  | Le Temps                        |                                            |       |
| 9.  | Quand vient le petit matin      | Les Matchboxx                              |       |
| 10. | La Vache enragée                | La Rue Ketanou et les p'tits ogres         |       |
| 11. | Mécanique                       |                                            |       |
| 12. | Qui m'a piqué mes bruits        | Pat & Les Souris Volantes                  |       |
| 13. | Pittoresque                     |                                            |       |
| 14. | Boule de neige et abricot       | Néry                                       |       |
| 15. | Dîner naturel                   | Charlotte etc.                             |       |
| 16. | Papa reste là                   | Léo                                        |       |
| 17. | Mam'zelle bulle                 | Tryo                                       |       |
| 18. | La Dispute des légumes          | GG et Marco                                |       |
| 19. | Chipoti, Chipota                | Les Hurlements d'Léo                       |       |
| 20. | Maman, Papa                     |                                            |       |
| 21. | Pitt Ocha, l'histoire           |                                            |       |
| 22. | Pitt Ocha, le jeu (bonus)       |                                            |       |

## Divers
- L'album est accompagné dans le digipack d'un livret de 64 pages illustrées.
- La vente s'est faite au profit de Handicap International
- Ont également participé à l'album (bruits, montages…) : Les Fils de Teuhpu, Le Peuple de l'Herbe, les élèves de CM2 de l'école Louis-Pergaud d'Ermont